# 光電桅杆

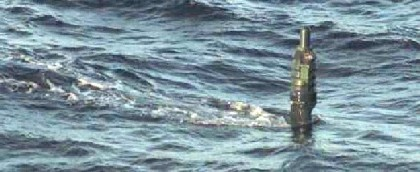
露出海面上的美國海軍弗吉尼亞級核潛艇的光電桅杆

光電桅杆（英語：Photonics mast），又稱光電船桅、非穿透式潛望鏡，是潛艇的一種感測器，是在潛艇帆罩的可伸縮桅杆上安裝攝影機，並且將拍得的影像數碼化，再經由視訊電纜傳送到潛艇內的控制室，由顯示器上實時顯示攝影機拍得的影像，由於潛艇可通過光電桅杆將水面拍得的影像傳送給操作人員，故此其具有與潛望鏡相似的功能，作爲潛艇在潛望鏡深度潛航時的水面觀測裝置，隨着光電技術的進步，光電桅杆的攝影機不但具有夜視模式，還可整合激光測距功能。1998年英國皇家海軍在其中一艘特拉法爾加級潛艇（S91）加裝光電桅杆進行測試，2004年美國海軍弗吉尼亞級核潛艇的首艦在服役時完全使用光電桅杆取代往昔的潛望鏡。光電桅杆在21世紀初已逐漸取代傳統的光學潛望鏡，成爲潛艇的標準配備。

## 優劣
傳統光學潛望鏡因爲要減少像差及光線的衰減，故此要盡量保持光路成一直線，可是這樣會大大限制潛艇的內部佈局，由於潛望鏡的物鏡是安裝在潛艇帆罩的頂部，因此潛艇控制室無可避免要位於帆罩的正下方，光電桅杆則因爲攝影機已將影像轉換爲電訊號，由電纜傳送影像訊號，因此控制室不一定須要設在帆罩的正下方。由於光學潛望鏡的影像是將光線投射到耐壓殼內的控制室，管路的直徑必須足夠讓所需的光線通過，故此貫穿耐壓殼的管路不能造得太小，耐壓殼的潛望鏡開孔無法縮小，而光電桅杆的影像訊號是由訊號線如光纖傳送，耐壓殼的開孔只須讓訊號電纜足夠通過，開孔的直徑遠小於傳統潛望鏡，這樣可大幅減少耐壓殼開孔發生漏水的情況，如潛艇發生撞擊導致潛望鏡或帆罩受損，因爲光學潛望鏡的開孔較大，耐壓殼發生大量進水的危險性也較大，光電桅杆的開孔則細小得多，而且光電桅杆與耐壓殼沒有直接的結構連接，帆罩受損後發生大量入水的危險性相對較小。由於光電桅杆的影像由桅杆上的攝影機鏡頭直接拍攝，無須使用反射鏡投射影像的光線，受到的光學物理限制較小，在現代電子技術的進步下，攝影機的體積可以造得比潛望鏡細小，並且可提供更強大的功能，所以光電桅杆在水面暴露的體積比潛望鏡細小，這樣能夠減小潛艇被發現的機會。
光電桅杆的主要缺點是由攝影機拍攝至傳輸到顯示器之間的訊號轉換，過程中會產生時差，而由光學潛望鏡通過五稜鏡反射光線幾乎沒有時差，不過因爲電子技術的進步，時差可以縮小，而且光電桅杆拍得的影像可在多個顯示器上顯示，光學潛望鏡如要將取得的影像輸入到作戰系統或在電子顯示器上顯示，同樣會有影像延遲的情況。由於光電桅杆的安全性及功能比光學潛望鏡好，而且可節省潛艇內部的空間，所以使用光電桅杆取代光學潛望鏡已經成爲潛艇的發展方向。